# Ethobunus minutus
Ethobunus minutus is een hooiwagen uit de familie Zalmoxioidae.